# Burrageara
× Burrageara (abreviada Burr.) en el comercio, es un híbrido intergenérico entre los géneros de orquídeas Cochlioda, Miltonia, Odontoglossum y Oncidium (Cda. x Milt. x Odm. x Onc.). Fue cultivado por primera vez en 1927 por Albert Burrage.
Esta es una de las orquídeas más fáciles de cultivar y  de los más hermosas también. Esta orquídea tiene un amplio espectro de necesidades, debido a que nació por la mezcla de cuatro géneros. Un lugar adecuado podría ser la sala de estar, junto a la ventana, pero no expuestos directamente a los rayos solares. La planta necesita un cincuenta por ciento de humedad, y la calefacción no es el más adecuado para algunas plantas.